# اصلاح ضریب توان

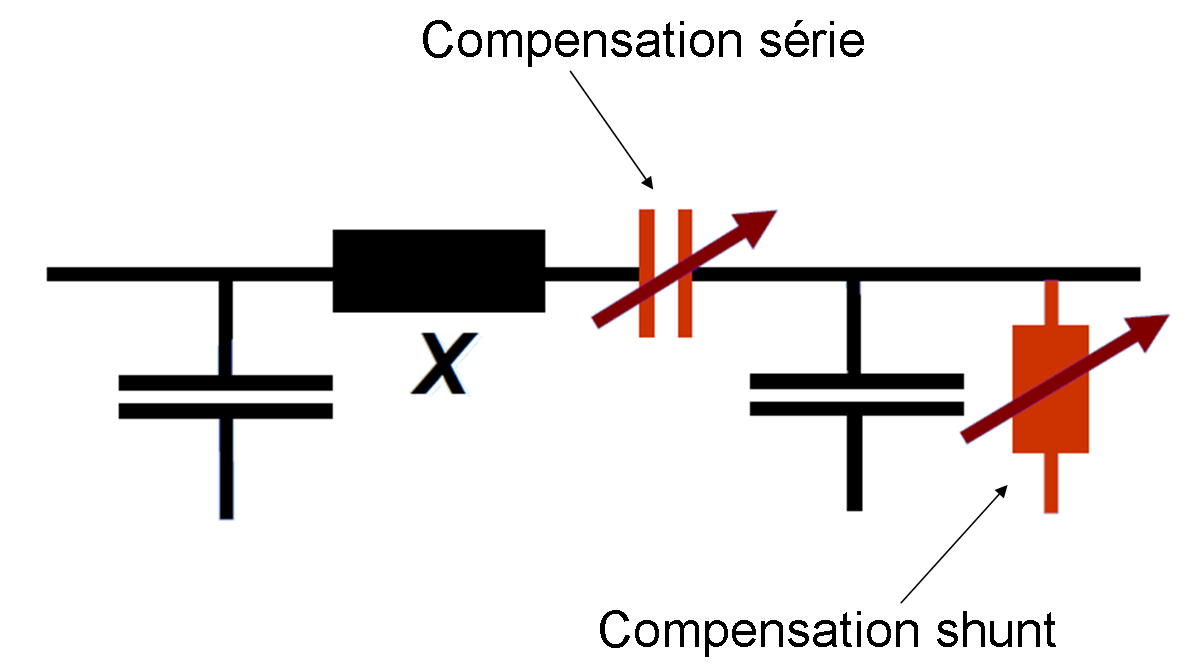
نمایش اصلاح ضریب توان

اصلاح ضریب توان (به انگلیسی: Power factor correction) که با عبارت PFC نمایش داده می‌شود، فرایند تعدیل ضریب توان از مقادیر کوچکتر از ۱ به مقادیر نزدیک ۱ است. این فرایند ممکن است در طول انتقال انرژی الکتریکی و در پست‌های تبدیل ولتاژ انجام شود چراکه به این ترتیب راندمان تبدیل ولتاژ بالا می‌رود. این فرایند همچنین در مراکز مصرف به ویژه واحدهای صنعتی نیز مرسوم است چراکه به این ترتیب گذشته از کاهش هزینه‌ها مربوط به تهیه انرژی الکتریکی هزینه‌های مربوط به انتخاب کابل و تجهیزات تغذیه نیز کاهش می‌یابد.
به‌طور کلی ضریب توان بالاتر در انتقال و تولید انرژی الکتریکی مناسب‌تر است چراکه در این صورت تلفات مربوط به انتقال و تولید کاهش می‌یابد و به این ترتیب هزینه‌های مربوط به تولید و انتقال نیز کاهش می‌یابند.

## ضریب توان
در یک مدار کاملاً مقاومتی شکل موج جریان و ولتاژ با هم هم‌زمان هستند (یعنی در یک زمان صفر و ماکسیمم می‌شوند). حال اگر در مدار بار راکتیوی مانند خازن یا القاگر وجود داشته باشد انرژی ذخیره شده در این نوع بارها باعث به وجود آمدن اختلاف بین شکل موج ولتاژ و جریان می‌شود. این انرژی ذخیره شده به منبع باز خواهد گشت درحالی‌که تأثیر مثبتی در عملکرد بار نخواهد داشت. به این ترتیب یک مدار با ضریب توان پایین در مقایسه با یک مدار با ضریب توان بالا نیازمند جریان بیشتری برای ایجاد مقدار ثابتی از توان واقعی است.

## بارهای خطی
بارهای الکتریکی که از جریان متناوب تغذیه می‌کنند از دو نوع توان تغذیه می‌کنند؛ توان اکتیو که کار مفید را انجام می‌دهد یا در واقع به شکل مطلوب انرژی که ممکن است انرژی مکانیکی یا گرمایی باشد تبدیل می‌شود، توان راکتیو که در واقع به علت ذخیره شدن انرژی در بارها راکتیو به وجود می‌آید و در پایان هر سیکل به منبع بازمی‌گردد. در واقع ضریب توان همان نسبت بین توان ظاهری و توان واقعی است که عددی بین ۰ و ۱ خواهد بود. وجود توان راکتیو موجب خواهد شد که توان واقعی از توان ظاهری کمتر باشد و به این ترتیب ضریب توان مقداری کمتر از ۱ داشته باشد.
توان راکتیو موجب افزایش یافتن جریان جاری بین منبع و بار می‌شود و به این ترتیب تلفات توان در طول خطوط انتقال و توزیع افزایش خواهد یافت و در نتیجه قیمت تمام شده انرژی الکتریکی تحویلی افزایش خواهد یافت. به همین دلیل شرکت‌های تولیدکننده برق از مصرف‌کننده‌های خود به ویژه مصرف‌کننده‌های بزرگ می‌خواهند تا با نگه داشتن ضریب توان در محدوده استاندارد (در حدود ۰٫۹) از اتلاف انرژی جلوگیری کنند و در غیر این صورت جریمه خواهند شد. به این ترتیب مصرف‌کننده‌ها با نصب واحدهای اصلاح‌کننده ضریب توان در واحدهای مسکونی، تجاری و به ویژه صنعتی از پرداخت جریمه‌های اضافه جلوگیری می‌کنند.
برای مهندسین برقی که با تولید، توزیع، انتقال و مصرف انرژی الکتریکی درگیر هستند ضریب توان بارهای مختلف از اهمیت بالای برخوردار است چراکه این ضریب توان می‌تواند موجب ایجاد هزینه‌های اضافی برای صنایع تولید برق و مصرف‌کننده‌ها شود. ضریب توان پایین‌تر همچنین هزینه‌های اجرای طرح‌های انتقال را نیز افزایش می‌دهد چراکه با کاهش ضریب توان نیاز به نصب تجهیزاتی مانند سوئیچ‌ها، مدار شکن‌ها، ترانسفورماتورها و … با ظرفیتی بالاتر از ظرفیت معمول را خواهد بود و ظرفیت در سیم‌کشی خطوط انتقال نیز باید افزایش یابد.
هدف از اصلاح ضریب توان نزدیک کردن ضریب توان یک مدار AC به ۱، با استفاده از تغذیه بارهای راکتیو مخالف بار موجود است. این کار معمولاً به وسیله تغذیه میزان مشخصی خازن یا القاگر انجام می‌گیرد. برای مثال اثر القایی یک موتور را می‌توان به وسیله وصل خازن در محل نصب بار خنثی کرد. برخی اوقات که ویژگی‌های شبکه به حالت خازنی تمایل دارد (مانند خطوط کابلی) از القاگرها (که در این کاربرد به آن‌ها راکتور گفته می‌شود) برای خنثی سازی اثر خازنی شبکه استفاده می‌شود؛ این کار عموماً در پست‌های تغییر ولتاژ صورت می‌گیرد.
به جای استفاده از خازن و برای ایجاد اثر خازنی می‌توان از یک موتور سنکرون در حالت پر تحریک نیز استفاده کرد. در این حالت میزان توان راکتیو تولیدی در موتور سنکرون وابسته به میزان جریان تحریک آن خواهد بود. مزیت استفاده از چنین بارهایی امکان تغییر میزان توان خازنی خروجی با توجه به میزان جریان تحریک است.

## بارهای غیر خطی
بارهای غیر خطی در مدارهای AC موجب به وجود آمدن جریان‌های هارمونیک در کنار جریان اصلی AC می‌شوند. در این حالت اضافه کردن بارهای خطی مانند خازن یا القاگر نیز نمی‌تواند تأثیر این بارها را خنثی کند بنابراین باید از روش‌های دیگری مانند استفاده از فیلتر یا استفاده از سیستم‌های اصلاح ضریب توان فعال برای صاف کردن اثر این بارها در جریان اصلی بهره جست.